# Fader Abraham
Fader Abraham är en barnvisa med stort fokus på rörelser. Sången handlar om en man vid namn Abraham och hans söner. I den engelska versionen är det den bibliska Abraham som besjungs, men den svenska motsvarigheten nämner bara fyra söner (istället för den bibliske Abrahams åtta). Sönerna äter, dricker och gör rörelser med olika kroppsdelar. Efter varje vers lägger man på en ny kroppsdel som därefter ska röras varje gång den omnämns i texten och/eller användas för att hålla takten. I vissa varianter så går tempot allt snabbare efter varje vers och sången kan hålla på hur länge som helst då det bara är fantasin och antal kroppsdelar som sätter gränser. I Sverige har sången spelats in av bland annat Mora Träsk.